# هومبيرتو لاي
هومبيرتو لاي هو مهندس معماري وسياسي بيروي، ولد في 25 سبتمبر 1939 في ليما في بيرو. نشط حزبياً في National Restoration (Peru) ‏ (2005 – 2005). وقد انتخب عضو مجلس الشيوخ البيروفي ‏.